# Škoda 1101 Taub
Škoda 1101 Taub − prototyp dwudrzwiowego czteromiejscowego małolitrażowego popularnego samochodu osobowego, stworzony w roku 1947, realizacji tego projektu podjął się doświadczony amerykański konstruktor - doktor Alexander Taub
Przedstawił on dwa alternatywne projekty. Pierwszy pojazd posiadał umieszczony z przodu rzędowy silnik OHV o pojemności 1089 cm³ i mocy maksymalnej 24 kW (32 KM) przy 4000 obr./min napędzający tylną oś oraz czterostopniową skrzynię biegów. Drugi prototyp wyposażony był w czterocylindrowy silnik  1,2 w układzie przeciwsobnym.
Jednakże komunistyczne czechosłowackie władze żadnego z zaprezentowanych przez Tauba prototypów nie dopuściły do seryjnej produkcji. Rozczarowany konstruktor porzucił prace nad swoim projektem i powrócił do USA.